# Vladimir Kondrašin
Vladimir Petrovich Kondrasin, en ruso:Владимир Петрович Кондрашин (nacido el 14 de enero de 1929 en San Petersburgo, Rusia y muerto en San Petersburgo, Rusia el 23 de diciembre de 1999) fue un entrenador soviético de baloncesto. Consiguió seis medallas en competiciones internacionales con la selección de la Unión Soviética.

## En la ficción
En el año 2017 el actor ruso Vladimir Mashkov interpretó al entrenador soviético Vladimir Kondrašin en la película 3 segundos, una película sobre la polémica final olímpica en los Juegos Olímpicos de Múnich 1972, la cual tuvo un notable éxito de taquilla en Rusia.